# Операція «Ігл Есіст»
Операція «Ігл есіст» (9 жовтня 2001 — 16 травня 2002) — операція, метою якої було здійснення повітряної розвідки над США та попередження подальших атак, подібних до теракту 11 вересня 2001.

## Початок і розгортання операції

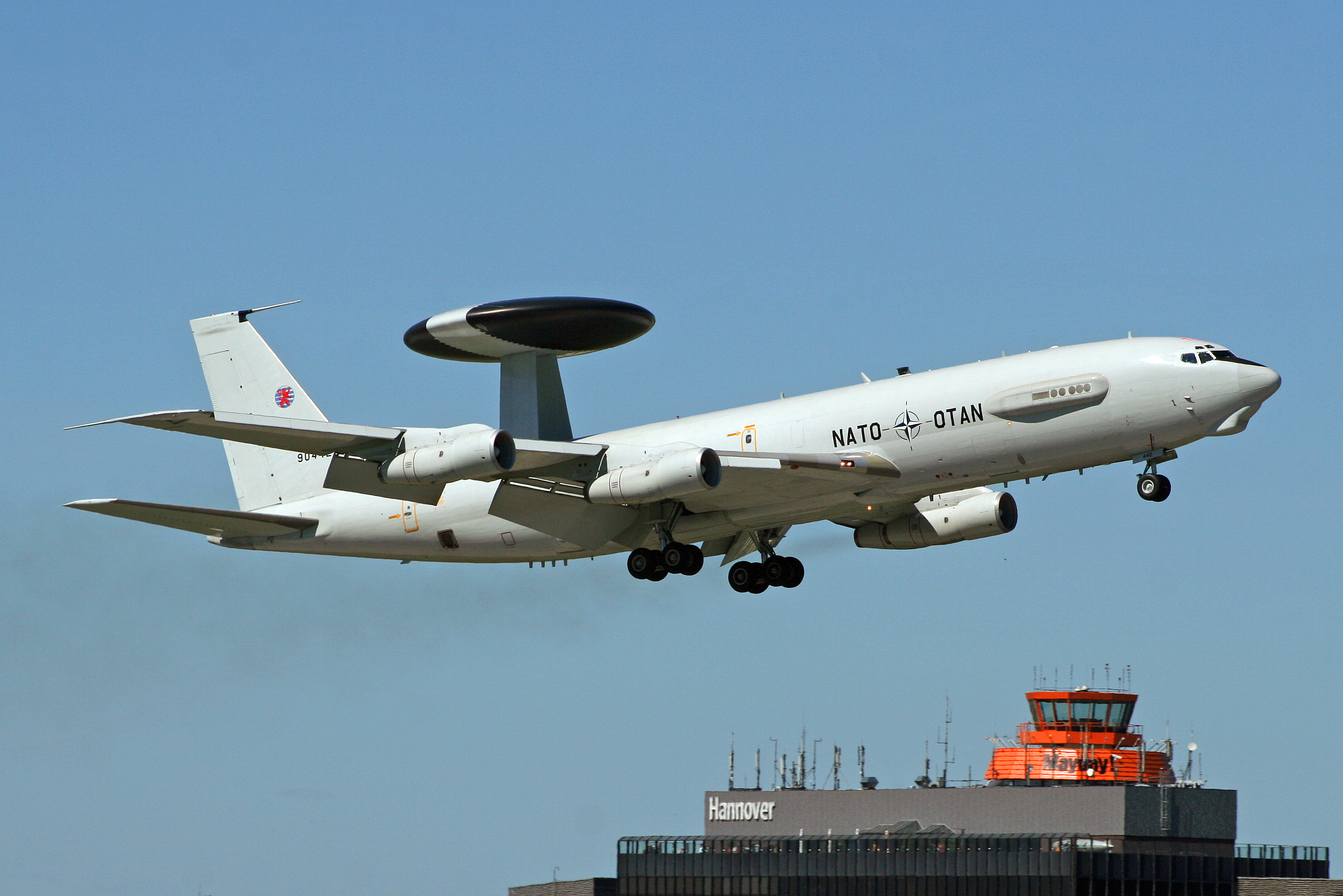
Літак E-3A

Після теракту 11 вересня 2001 року США звернулися по допомогу до країн НАТО, посилаючись на Статтю 5 Вашингтонського договору. Стаття говорить про те, що напад на одного члена НАТО вважається нападом на всіх. Запит надійшов до Сил раннього повітряного попередження й управління НАТО АВАКС щодо надання літаків для повітряного спостереження за континентальною частиною США. Північноатлантична рада погодилась допомогти й надала п'ять літаків НАТО E-3A.
Операція розпочалася 9 жовтня під назвою «Ігл есіст» (англ. Operation Eagle Assist). Це була перша операція, коли сили НАТО (патрулювання АВАКС) розгорталися на території США. АВАКС замінили сили авіації Сполучених Штатів Америки, які були зайняті в Афганістані. Важливо зазначити, що Альянс був присвячений виключно оборонній ролі, у той час, коли в Афганістані проводились бойові дії США й коаліції держав. Літаки НАТО діяли з бази ВВС Тінкер в штаті Оклахома. У той час персонал, чисельністю 200 осіб із німецького Гайленкирхена, розміщувався на базі Тінкер.
Перший політ літаків НАТО з метою захисту повітряного простору США було проведено 15 жовтня.
У січні 2002 року було надано два додаткових літаки НАТО E-3A. Польоти відбувалися постійно і польотний час екіпажу становив 18-20 годин. У квітні 2002 року США оголосили про покращення стану внутрішньої безпеки, тому потреба в літаках НАТО E-3A минула.
30 квітня Рада НАТО оголосила, що погодилась завершити операцію «Ігл есіст» 16 травня 2002 року.
Загалом було проведено 44 місії і лише одна була відстрочена.
Понад 830 членів АВАКС взяли участь в операції, було здійснено 360 вильотів, наліт становив понад 4300 годин.

## Нагорода «Ігл есіст»
- Надається тим особам, які брали участь в АВАКС
- Термін безперервного або загального перебування з 12 жовтня 2001 до 16 травня 2002 в зоні операції становить 30 днів.
- Членам льотних екіпажів зараховується одноденна служба за перший військовий виліт у будь-який день у зону операції; додаткові вильоти у той же день не зараховуються[6].

### Опис медалі

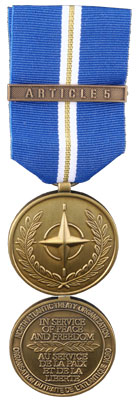
Нагорода «Ігл есіст»

Медаль має округлу форму і виконана з бронзи. На ній зображено:
- на лицьовій стороні зірка НАТО, навколо якої зображено гілку з оливкового дерева
- на задній стороні надпис «North Atlantic Treaty Organization» і слова «На службі миру та свободи» англійською та французькою мовами
- Велике кільце приєднане до верхньої частини медалі
- Стрічка має темно-синій колір (колір НАТО) із білою смужкою посередині синьої стрічки і з золотою смужкою посередині білої. Біла означає мир, а золота — те, що операція відбувалася відповідно до статті 5 Північноатлантичного договору[2].

### Як носять медаль
Медаль носять на лівій стороні грудей, після медалі НАТО «Македонія» та перед медаллю НАТО «Active Endeavour».